# George Whitefield
George Whitefield (/ˈʍɪtfiːld/) hoặc George Whitfield, (27 tháng 12 năm 1714 – 30 tháng 9 năm 1770), là mục sư Anh giáo, và là một trong những người khởi phát cuộc Đại Tỉnh thức tại Anh, và tại các khu định cư ở Bắc Mỹ thuộc Anh.

## Thiếu thời
Sinh tại Bell Inn, Southgate Street, Gloucester, Anh. George Whitefield là nhân vật có rất nhiều ảnh hưởng trong việc thành lập Phong trào Giám Lý. Là nhà thuyết giáo rất được yêu thích ở Mỹ, ông là một trong những nhân tố chính đóng góp cho sự phát triển cuộc phục hưng tôn giáo thế kỷ 19 thường được gọi là cuộc Đại Tỉnh thức.
Whitefield là con của một góa phụ trông coi quán ở Gloucester. Từ khi còn bé, Whitefield đã biết mình có đam mê và năng khiếu diễn xuất trên sân khấu, niềm đam mê này được thể hiện trong những bài thuyết giáo khi ông trình bày các câu chuyện Kinh Thánh. Whitefield theo học tại Trường Crypt ở Gloucester, rồi đến Trường Pembroke, Đại học Oxford. Do xuất thân bần hàn, Whitefield phải nhận công việc phục vụ cho các sinh viên thuộc tầng lớp cao để được miễn học phí ở Oxford. Nhiệm vụ của cậu là đánh thức họ mỗi buổi sáng, đánh giày, và mang sách vở và bài tập của họ. Cùng hai anh em nhà Wesley, John và Charles, Whitefield gia nhập "Câu lạc bộ thánh" tại Đại học Oxford. Khi đọc cuốn The Life of God in the Soul of Man, Whitefield bắt đầu quan tâm đến các vấn đề tôn giáo. Sau khi tiếp nhận đức tin Cơ Đốc, Whitefield khao khát tìm kiếm cơ hội rao giảng phúc âm, và Giám mục Gloucester đồng ý phong chức cho ông.

## Truyền bá Phúc âm
Tại Nhà thờ Crypt ở quê nhà Gloucester, Whitefield đã trình bày bài thuyết giáo đầu tiên. Ông sớm trở thành người lãnh đạo Câu lạc bộ thánh ở Oxford khi anh em nhà Wesley rời nước Anh để đến tân thế giới. Whitefield trở thành nhân vật nổi tiếng và được bàn luận đến nhiều nhất khi chấp nhận phương pháp của Hywel Harris và khởi sự thuyết giảng ngoài trời tại Hanham's Mount, gần Kingswood. Năm 1738, trước khi đến Mỹ để quản nhiệm một nhà thờ ở Savannah, Georgia, ông mời John Wesley đến thuyết giảng ngoài trời lần đầu tiên tại Kingswood, rồi đến Blackheath, Luân Đôn. Năm sau, Whitefield trở về Anh và tiếp tục các buổi thuyết giáo ngoài trời.
Do bất đồng với John và Charles Wesley về Thần học Arminius, Whitefield thành lập và lãnh đạo các nhóm Giám Lý theo Thần học Calvin. Tuy nhiên, ngay từ đầu, Whitefield cống hiến đời mình cho công cuộc truyền bá phúc âm và chuyên tâm với sứ mạng này cho đến cuối đời.
Có ba nhà thờ ở Anh mang tên ông: một tại Bristol, hai nhà thờ kia, "Moorfields Tabernacle" và "Tottenham Court Road Chapel", đều ở Luân Đôn. Ông cũng đảm nhận chức trách tuyên úy cho Selina, Nữ Bá tước Huntingdon, người bảo trợ cho Phong trào Giám Lý theo Thần học Calvin lúc ấy đang phát triển tại Anh và xứ Wales.
Sau một năm truyền bá phúc âm ở Mỹ, năm 1739 Whitefield trở về Anh để gây quỹ thành lập trại mồ côi Bethesda. Trại mồ côi này vẫn còn hoạt động cho đến ngày nay và được xem là đơn vị từ thiện lâu đời nhất ở Bắc Mỹ. Khi trở lại Mỹ, ông tập trung vào nỗ lực phục hưng hội thánh mà các sử gia sau này gọi là cuộc Đại Tỉnh thức năm 1740. Từ tháng này sang tháng khác, Whitefield hầu như giảng luận mỗi ngày cho các đám đông có lúc lên đến vài ngàn người. Ông giong ruỗi đến khắp các khu định cư ở vùng New England. Cuộc hành trình trên lưng ngựa từ New York đến Charleston do Whitefield thực hiện vào lúc ấy được xem là chuyến đi dài nhất ở Bắc Mỹ của một người da trắng. Giống nhà thuyết giáo người Mỹ cùng thời với ông, Jonathan Edwards, Whitefield kiên định với Thần học Calvin theo khuynh hướng trung dung.

## Phục hưng Hội thánh

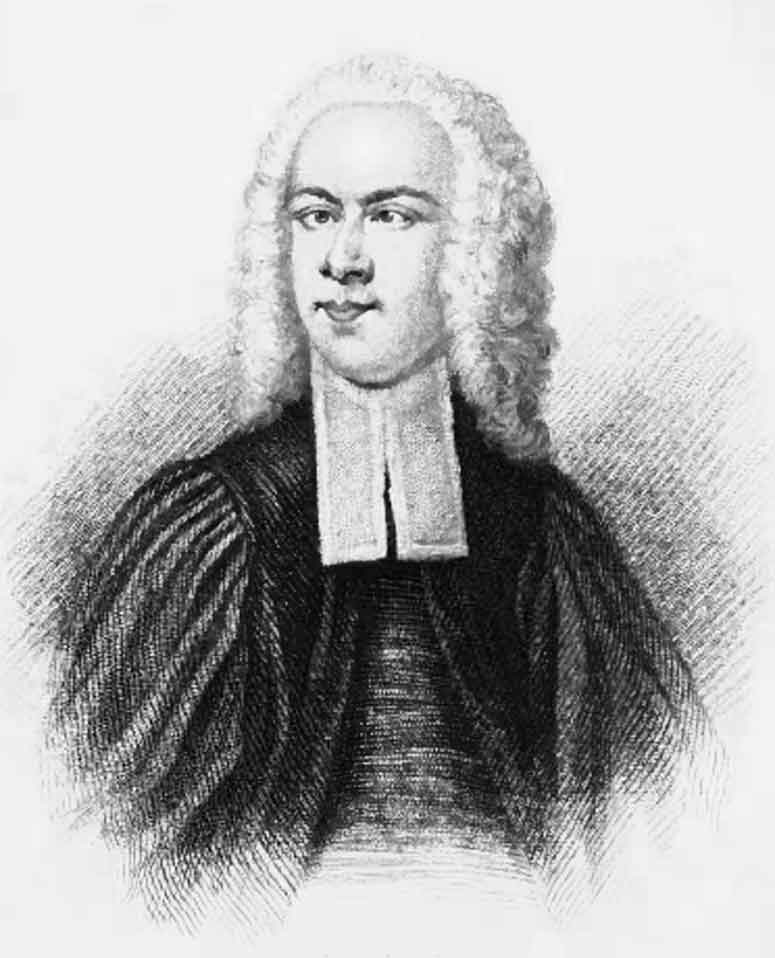
Whitefield khi còn trẻ, với đôi mắt lác

Trong lần đầu thuyết giáo ngoài trời tại Hanham Mount, Kingswood, phía nam Bristol, có 20 000 người tụ họp về đây để nghe Whitefield giảng luận. Có khi đám đông lên đến 30 000 người, như lần ông thuyết giảng ở Cambuslang năm 1742.
Có một lần Benjamin Franklin đến dự một buổi giảng phục hưng của Whitefield ở Philadelphia và kinh ngạc về khả năng truyền đạt thông điệp cho đám đông của Whitefield. Franklin bác bỏ các luận cứ cho rằng việc Whitefield thuyết giảng cho đám đông hàng chục ngàn người ở Anh là một sự phóng đại. Trong khi Whitefield đang đứng giảng trên bậc thềm của tòa án Philadelphia, Franklin bước lần ra xa cho đến khi không còn nghe tiếng nói của Whitefield. Từ khoảng cách ấy, Franklin ước tính diện tích hình bán cầu trước mặt Whitefield nơi đám đông tụ họp với trung bình mỗi người chiếm 2 foot vuông, Franklin đi đến kết luận Whitefield có thể giảng luận ngoài trời cho vài chục ngàn người nghe. Dù không chia sẻ đức tin của Whitefield, hai người trở thành bạn hữu, Franklin cũng xuất bản sách cho Whitefield.
Whitefield còn để lại dấu ấn trên nước Mỹ cho đến ngày nay, ông là một trong những nhà thuyết giáo đầu tiên lên tiếng chống lại chế độ nô lệ. Sau khi Whitefield qua đời, Phillis Wheatley làm thơ tưởng nhớ ông. Vào lúc ấy, vượt Đại Tây Dương là một hành trình dài và nguy hiểm, song Whitefield đến Mỹ bảy lần, tổng cộng có 13 lần vượt Đại Tây Dương. Người ta ước tính rằng trong suốt đời minh, Whitefield đã thuyết giảng hơn 18 000 lần. Trong số các bài thuyết giáo của ông, có 78 bài đã được ấn hành. Ông đã đến Scotland 15 lần (nổi tiếng nhất là lần giảng luận ở Cambuslang năm 1742), hai lần đến Ireland, ông cũng đến truyền bá phúc âm ở Bermuda, Gibralta, và Hà Lan. Whitefield được xem là một trong những người khởi phát Phong trào Tin Lành.
Whitefield từ trần tại tư thất mục sư Nhà thờ Trưởng Lão Old South, Newburyport, Massachusetts ngày 30 tháng 9 năm 1770. Theo ước nguỵện, ông được an táng dưới tòa giảng của nhà thờ này.